# Philibert Collet
Philibert Collet, francoski general, * 12. december 1896, † 15. april 1945.